# Чагатай Улусой
Чагатай Улусой (тур. Çağatay Ulusoy; род.23 сентября 1990 года) — турецкий актёр и модель. Известен по главным ролям в турецких телесериалах «Прилив» и «Внутри», а также главной ролью в первом турецком сериале на платформе Netflix «Защитник»..

## Биография
Улусой родился в городе Стамбул . Отец актёра имеет болгарские корни, а мать боснийские. В семье также есть второй ребёнок, младший брат Чагатая — Аталай.
В детстве Чагатай страдал гиперактивностью, поэтому с ранних лет был отдан родителями в спорт, чтобы давать выход излишней энергии. Он занимался баскетболом, проявлял успехи в плавании и нырянии, мечтал стать профессиональным баскетболистом.
После завершения школы Чагатай поступил в Стамбульский университет на отделение садового и ландшафтного дизайна. В 19 лет, одновременно с обучением в университете, он начал работать моделью, и в 2010 году выиграл крупный конкурс «Лучшая модель Турции» и был назван моделью года.
Одновременно с этим начинается его актёрская карьера. В 2010 году он получает свою первую крупную роль в турецком сериале «Назвала я её Фериха», где сыграл сына крупного бизнесмена, влюблённого в главную героиню. Первоначально сериал был успешен, но после двух сезонов закрыт, а после продолжен в рамках нового сериала «Путь Эмира», в центре которого находится персонаж Чагатая, при этом события обоих сериалов не связаны между собой. Когда сериал был продолжен, Чагатай сыграл в фильме Омера Варгы «Анатолийские орлы» в роли старшего лейтенанта Ахмета Онура.
25 января 2013 года 30 турецких актёров, в том числе Чагатай Улусой, были взяты под стражу по делу о наркотиках стамбульской полицией.   В 2018 году приговор был отменён.
После Чагатай сыграл в сериале «Прилив» в роли Ямана Копера вместе с Серенай Сарыкая в роли Миры Бейлидже, написанный сценаристами Эдже Йоренч и Мелек Генчоглу. Это адаптация американского сериала «Одинокие сердца», созданного Джошем Шварцем. Сериал длился два сезона и 77 серий с 2013 по 2015 год.
В 2015 году снялся в фильме «Дикий мёд», исполнив роль Барыша Аяза, вместе с Лейлой Лидией Тугутлу в роли Фюсун Шахин.
В 2016 году стал рекламным лицом марки Colin’s и снялся в рекламном фильме вместе с моделью Victoria’s Secret Тейлор Мари Хилл.
В 2016—2017 годах снялся в сериале «Внутри», где сыграл роль Сарпа Йылмаза.
Улусой снялся в сериале Netflix «Защитник», который длился 4 сезона и 32 серий, где сыграл роль Хакана Демира.
В 2021 году снялся в сериале «Йешилчам» в роли Семиха Атеша. В это же время сыграл главную роль в фильме «Бумажные жизни» (Мехмед).

## Фильмография
| Год       |   | Русское название          | Оригинальное название | Роль                                  |
| --------- | - | ------------------------- | --------------------- | ------------------------------------- |
| 2011—2012 | с | Назвала я её Фериха       | Adını Feriha Koydum   | Эмир Саррафоглу (главная роль)        |
| 2011      | ф | Анатолийские орлы         | Anadolu Kartalları    | Ахмет Онур (главная роль)             |
| 2012      | с | Молния упавшая в дом      | Eve Düşen Yıldırım    | Эмир Саррафоглу (приглашённая звезда) |
| 2012      | с | Путь Эмира                | Emir'in Yolu          | Эмир Саррафоглу (главная роль)        |
| 2013—2015 | с | Прилив                    | Medcezir              | Яман Копер (главная роль)             |
| 2015      | ф | Дикий мёд                 | Delibal               | Барыш Аяз (главная роль)              |
| 2016—2017 | с | Внутри                    | İçerde                | Сарп Йылмаз (главная роль)            |
| 2018      | с | Защитник                  | The Protector         | Хакан (главная роль)                  |
| 2020      | с | Позвоните моему менеджеру | Menajerimi Ara        | играл себя                            |
| 2021      | ф | Бумажные жизни            | Kağıttan Hayatlar     | Мехмет                                |
| 2021      | с | Йешилчам                  | Yeşilçam              | Семих Атеш                            |

2023             с      Портной                                         Terzi                                            Пейями Докумаджи
2024         Беспощадный  Gaddar             Daĝhan
2024             ф      Настоящий джентльмен              Tam Bir Centilmen                       Сайгын
2024              с      Кюбра                                             Kübra                                          Гекхан Шахиноглу
2025              с      Мечта Эшрефа                                                                                  Эшреф (главная роль)